# Liste der Baudenkmale in Lärz
In der Liste der Baudenkmale in Lärz sind alle denkmalgeschützten Bauten der Gemeinde Lärz (Mecklenburg-Vorpommern) und ihrer Ortsteile aufgelistet. Grundlage ist die Veröffentlichung der Denkmalliste des Landkreises Mecklenburgische Seenplatte (Auszug) vom 20. Januar 2017.

## Baudenkmale nach Ortsteilen

### Lärz
| ID  | Lage                       | Bezeichnung                   | Beschreibung | Bild           |
| --- | -------------------------- | ----------------------------- | ------------ | -------------- |
| 331 | Lindenstraße 14 (Karte)    | Wohnhaus                      |              |                |
| 330 | Lindenstraße 16 (Karte)    | Wohnhaus mit                  |              |                |
| 330 | Lindenstraße 16            | Stall                         |              |                |
| 330 | Lindenstraße 16            | Scheune                       |              |                |
| 329 | Lindenstraße 20 (Karte)    | Wohnhaus                      |              |                |
| 334 | Lindenstraße 25 (Friedhof) | Kriegerdenkmal 1914/1918      |              |                |
| 328 | Lindenstraße 38 (Karte)    | Stall                         |              |                |
| 328 | Lindenstraße 38            | Scheune                       |              |                |
| 324 | Lindenstraße 47 (Karte)    | Wohnhaus                      |              |                |
| 327 | Lindenstraße 54 (Karte)    | Wirtschaftshof mit            |              |                |
| 327 | Lindenstraße 54 (Karte)    | 1. Stall (Westseite d. Hofes) |              |                |
| 327 | Lindenstraße 54 (Karte)    | 2. Stall (Ostseite d.Hofes)   |              |                |
| 327 | Lindenstraße 54 (Karte)    | Scheune (Südseite des Hofes)  |              |                |
| 332 | Lindenstraße 55 (Karte)    | Pfarrhaus mit                 |              |                |
| 332 | Lindenstraße 55            | Scheune                       |              |                |
| 332 | Lindenstraße 55            | Stall                         |              |                |
| 333 | Lindenstraße 57 (Karte)    | Kirche                        |              | Weitere Bilder |
| 325 | Lindenstraße 63 (Karte)    | Wohnhaus                      |              |                |

### Alt Gaarz
| ID | Lage             | Bezeichnung                              | Beschreibung | Bild           |
| -- | ---------------- | ---------------------------------------- | ------------ | -------------- |
| 5  | Friedhof         | Grabstein der Mühlenbesitzerfamilie Mass |              |                |
| 6  | Friedhof         | Kriegerdenkmal 1914/1918                 |              |                |
| 7  | Friedhof (Karte) | Kirche                                   |              | Weitere Bilder |

### Krümmel
| ID  | Lage                                 | Bezeichnung                                  | Beschreibung | Bild           |
| --- | ------------------------------------ | -------------------------------------------- | --- | -------------- |
| 316 | Buten Door                           | Zufahrt zur ehem. Gutsanlage                 | |                |
| 311 | Im Dörp 7 (Karte)                    | ehem. Verwalterhaus (Wohn- u. Geschäftshaus) | |                |
| 312 | Im Dörp 23 (Karte)                   | ehem. Schule (Wohnhaus) mit                  | |                |
| 312 | Im Dörp 23                           | Stall                                        | |                |
| 317 | Im Dörp 25 (Karte)                   | Kirche                                       | | Weitere Bilder |
| 310 | Kastanienallee                       | Allee Richtung Mirowdorf                     | |                |
| 314 | Up'm Hoff 2 (Karte)                  | ehemalige Brennerei                          | |                |
| 313 | Up'm Hoff 6 (Karte)                  | Gutsanlage mit Gutshaus                      | 1-gesch., 7-achs. Potzbau mit Krüppelwalmdach und 2-gesch. Mittelrisalit; Gutsbesitz u. a.: Familien Kerkeberg (ab 1370), von Rohr, Levin Marin (ab 1583), Arenstorff (ab 1612) und Fürst zu Schaumburg-Lippe (ab 1896) |                |
| 313 |                                      | Scheune                                      | |                |
| 313 |                                      | Stall                                        | |                |
| 313 |                                      | Resten des Parks                             | |                |
| 315 | Wiepenkathener Str. (Flurstück 15/3) | ehem. Spritzenhaus                           | |                |

### Neu Gaarz
| ID  | Lage            | Bezeichnung                                       | Beschreibung | Bild                                              |
| --- | --------------- | ------------------------------------------------- | ------------ | ------------------------------------------------- |
| 549 | Am Dorfe        | Gedenkstätte für einen 1982 verunglückten Piloten |              | Gedenkstätte für einen 1982 verunglückten Piloten |
| 137 | Gaarzer Mühle 2 | Reste der Holländerwindmühle mit                  |              | Reste der Holländerwindmühle mit                  |
| 137 | Gaarzer Mühle 2 | Wohnhaus des Müllers                              |              |                                                   |
| 137 | Gaarzer Mühle 2 | Stall                                             |              |                                                   |

## Quelle
- Karte der Baudenkmale im Geoportal des Landkreises